# Chrysler Crossfire
De Chrysler Crossfire is een sportwagen van het Amerikaanse automerk Chrysler. Het model werd in 2003 geïntroduceerd en wordt geproduceerd door Karmann in Duitsland. De Crossfire deelt meer dan de helft van haar componenten met de Mercedes-Benz SLK-Klasse. Bij de introductie waren een coupé en een roadster beschikbaar. In 2005 werden ook een cabriolet en een supercharged SRT-6 gelanceerd.

## Gegevens
- Bandenmaat:
  - Voor: 225 / 40 ZR 18
  - Achter: 255 / 35 ZR 19
- Spoorbreedte achter (mm): 1502
- Spoorbreedte voor (mm): 1493
- Maximaal aanhangergewicht ongeremd: 0
- Acceleratie 0 tot 100 km/h: 6.7 s
- CO2 uitstoot in g/km in standaard uitvoering: 243
- Topsnelheid: 240 km/u
- Bagage-inhoud: 215 l
- Daklast: 0 kg
- Kogeldruk: 0
- Maximaal aanhangergewicht geremd inclusief kogeldruk: 0

## Productie
Volgende zijn de productiecijfers voor de Crossfire:
- 2003: 35.700
- 2004: 28.000
- 2005: 12.500

Huidige modellen:
Pacifica ·
Voyager / Town & Country
Recente modellen:
200 ·
300 ·
300M ·
Aspen ·
Cirrus ·
Concorde ·
Crossfire ·
Daytona ·
Dynasty ·
Imperial ·
Intrepid ·
LeBaron ·
LHS ·
Neon ·
New Yorker ·
Pacifica ·
Prowler ·
PT Cruiser ·
Saratoga ·
Sebring ·
Stratus ·
TC by Maserati ·
Vision
Historische modellen na de Tweede Wereldoorlog:
180 ·
300 ·
Avenger ·
Conquest ·
Cordoba ·
Fifth Avenue ·
Horizon ·
Laser ·
Newport ·
Royal ·
Sigma ·
Sunbeam ·
Turbine Car ·
Valiant ·
Windsor
Historische modellen voor de Tweede Wereldoorlog:
70 ·
72 ·
77 ·
Airflow ·
Airstream ·
Four ·
Six